# Feynman-locsoló
A Feynman-locsoló locsolószerű berendezés, amely egy tartályba van merítve, és a körülötte levő folyadék beszívására alkalmas. Intenzív és hosszan tartó vita témája volt az a kérdés, hogy egy ilyen szerkezet melyik irányba forog. Egy átlagos locsoló úgy működik, hogy víz áramlik ki a nyílásaiból, a keletkező sugarak meghajtják a kereket; az aeololipil (Hérón-labda) is ugyanezen az elven működik. Egy "inverz" locsoló ehelyett a körülötte levő folyadékot szívja be. A problémát ma sokan az elméleti fizikus Richard Feynman nevéhez kötik, aki megemlíti híres önéletrajzi regényében, melynek címe: Tréfál, Feynman úr? A probléma azonban nem tőle ered, és ő nem is publikált megoldást rá.

## Története
A probléma először Ernst Mach 1883-as The Science of Mechanics című könyvében jelenik meg. A műben Mach azt állítja, hogy a szerkezet nem mutat semmilyen határozott forgást. Az 1940-es évek elején a probléma felvetődött a Princetoni Egyetem fizikusai között, élénk vitákat eredményezve. Richard Feynmant, aki abban az időben doktorandusz volt a Princetonon, izgatta a probléma, és összeállított egy berendezést az egyetem ciklotron laboratóriumában. A kísérlet a tartálynak használt üvegballon felrobbanásával ért véget.
A Tréfál, Feynman úr? című, 1985-ben megjelent önéletrajzi regénye után a probléma, amely a könyvben is megjelenik, hatalmas figyelmet kapott. Feynman azonban nem fejti ki saját álláspontját a problémával kapcsolatban, és a kíséret eredményét sem írja le. Röviddel Feynman 1988-ban bekövetkezett halála után John Wheeler, egykori tanára a Princetonon, felfedte a kísérlet eredményét: a berendezés elkezdett remegni, amikor beindították, de amint az áramlás beindult, semmilyen reakció nem volt.

## Megoldás
Az inverz locsoló viselkedése teljesen különbözik a rendes locsolóétól, az egyik nem úgy viselkedik, mint a másik visszafelé lejátszva. A legtöbb publikáció a témával kapcsolatban azt állítja (ahogy Mach is), hogy a locsoló nem fog forgásnak indulni az őt körülvevő folyadékban. Ma már tudjuk, hogy egy ideális inverz locsoló (egy olyan, amelyik súrlódás nélkül képes forogni, és amelyet ideális folyadék vesz körül) valóban "visszafelé" gyorsulna, a beáramló folyadék irányába, és megállna, amint a szívás befejeződik. Egy ideális locsoló állandósult állapotban nem tapasztalna semmilyen forgatónyomatékot. Ez a viselkedés a perdületmegmaradás tételéből következik.
A legtöbb kísérleti berendezés nem tudott kimutatni semmilyen forgást, a súrlódásnak köszönhetően. Másrészről viszont azokban az esetekben, amikor a súrlódást sikerült minimalizálni, enyhe forgatónyomatékot észleltek a locsolón, annak ellenére, hogy állandósult állapotban volt. Ma úgy gondolják, hogy ez a beáramló folyadék viszkozitásának következménye. Ez a forgatónyomaték, melyet a folyadék viszkozitása kelt, okozza a locsoló elfordulását a beáramló folyadék irányában.